# Pedro Armendáriz Jr.
Pedro Armendáriz Pardo (Cidade do México, 6 de abril de 1940 - Manhattan, Nova York, 26 de dezembro de 2011) foi um ator mexicano. 

## Biografia
Nasceu em uma família dedicada à atuação, seu pai era Pedro Armendáriz, e sua mãe Carmelita Bohr, conhecida artisticamente como Carmelita Pardo. Seus primeiros estudos foram no Instituto Patria. Ingressou então na Universidad Iberoamericana, onde concluiu a graduação em arquitetura. Não teve interesse em se dedicar à atuação, chegando a participar como arquiteto na construção do Museu Nacional de Antropologia (México), ao lado de Pedro Ramírez Vázquez. Ao final do trabalho ficou desempregado e seu amigo Arturo Ripstein o convidou para participar de um filme experimental que estava prestes a fazer. Pedro Armendáriz costumava dizer que o seu pai nunca imaginou que se dedicaria ao cinema, no entanto, teve a sorte de o grande ator, falecido em 1963, ter partilhado com ele muitas das suas experiências profissionais, nomeadamente o trabalho e as amizades que fez em Hollywood.
Ao longo de sua carreira participou de diversas obras, entre novelas, filmes e séries. Também participou da dublagem de alguns filmes. 
O ator faleceu em 26 de dezembro de 2011, na cidade de Nova York. Seu último trabalho na televisão foi na novela La fuerza del destino.

## Filmografia

### Telenovelas
- La fuerza del destino (2011) - Anthony "Tony" McGuire
- Atrévete a soñar (2009-2010) - Max Williams
- Destilando amor (2007) - Mr. Irving Thomas
- Yo amo a Juan Querendón (2007) - Don Plutarco
- Barrera de amor (2005) - Don Pedro Valladolid
- Amy, la niña de la mochila azul (2004) - Matías Granados
- Bajo la misma piel (2003-2004) - Joaquín Vidaurri
- Cuento de Navidad (1999-2000) - Rodolfo
- Laberintos de pasión (1999-2000) - Padre Mateo Valencia
- Tres mujeres (1999-2000) - Federico Méndez
- Serafín (1999) - Pensador (voz)
- La sombra del otro (1996) - Comandante Luis Tello
- La culpa (1996) - Tomás Mendizábal
- Agujetas de color de rosa (1994-1995) - Aarón Zamora
- La ultima esperanza (1993) - Alejandro Burana / Armando Merino
- Nuevo amanecer (1988) - Gerardo
- El camino secreto (1986-1987) - Alejandro Faidella
- La gloria y el infierno (1986) - Sebastián Arteaga
- Rosario de amor (1978) - Paulo Santacruz
- Ven conmigo (1975-1976) - Eduardo
- Me llaman Martina Sola (1972) - Jaime Corvalán
- Hermanos Coraje (1972)

### Séries
- Furcio (2000–2002)
- Mi generación  (1997)
- Acapulco H.E.A.T. como Rodríguez (1993)
- Sweating Bullets / Calor tropical como el teniente Carrillo (1991–1992)
- La hora marcada (1989) (Episodio: kilómetro 22)[4]
- Tony Tijuana como Tony Tijuana (1988)
- Hora marcada (1988)
- On Wings of Eagles como el señor Dobuti (1986)
- Airwolf como el capitán Méndez (1986)
- Knight Rider como Eduardo O'Brian (1984)
- Remington Steele como el capitán Ríos (1983)
- The Love Boat como Ricardo (1981)
- The Rhinemann Exchange como Fuentes (1977)
- Columbo como comandante Emilio Sánchez (1976)
- Police Story como Joe Gaitan (1973)

### Cinema
- Cars 3 (2017) Recuerdos de Doc Hudson (Archivos)
- Un crimen inesperado (2012) - “Gabriel Báez”
- El cartel de Los Sapos (2011) - “Don Modesto”
- Kung Fu Panda 2 (2011) - Maestro Shifu
- Mamitas (2011) - Ramón "Tata" Donicio
- Despertar (2011) como ele mesmo (Pedro Armendáriz)
- El baile de San Juan (2010) - Marqués de la Villa
- Hilos y cables (cortometraje, 2010)
- Sin memoria (2010) - Benítez
- Nikté (2009) - villano Ka'as
- Divina confusión (2008)
- Navidad S. A. (2008) - Santa Claus
- Kung Fu Panda (2008) - Maestro Shifu
- Purgatorio (2008) - Don Julio
- Buscando a Palladín (2008) - Chefe de policia
- El último Justo (2007) - Padre del Toro
- Una larga noche (2007) - Don Ricardo
- Guadalupe (2006) - Simón
- Un mundo maravilloso (2006) - Diretor do jornal
- Cars: Una Aventura Sobre Ruedas (2006) - Doc Hudson
- La leyenda del Zorro (2005) - Gobernador Don Pedro
- Después de la muerte (2005) - Don Julio
- Matando cabos (2004) - Óscar Cabos
- Harry Potter y el prisionero de Azkaban (2004) - Tío Dursley
- El segundo (2004) - El Mayor
- La casa de los babys (2003) - Ernesto
- El libro de la selva 2 (2003) - Bagheera
- Once upon a time in México (2003) - El presidente (producción estadounidense)
- El crimen del padre Amaro (2002) - Presidente municipal (coproducción con España, Argentina y Francia)
- Atlantis: el imperio perdido (2001) - Comandante Lyle Rourke (doblaje al español)
- Original Sin (Pecado original, 2001) - Jorge Cortés (producción estadounidense)
- The Mexican (La mexicana, 2001) - Policía mexicano (producción estadounidense)
- Asesinato en el meneo (2001) - Manuel Sáenz (producción costarricense)
- Entre los dioses del desprecio (2000) - (producción argentino-puertorriqueña)
- El grito (2000) - Duarte (coproducción con los Estados Unidos)
- Su alteza serenísima (2000)
- Before Night Falls (Antes que anochezca, 2000) - Abuelo de Reinaldo
- A propósito de Buñuel (2000) - Él mismo (documental), coproducción con España, Francia y los Estados Unidos)
- La ley de Herodes (1999) - Licenciado López
- Al borde (1998) - Don Gabino
- On the Border (La frontera) (1998) - Herman
- La máscara del Zorro (1998) - Don Pedro
- Amistad (1997) - General Espartero
- De noche vienes, Esmeralda (1997) - Antonio Rossellini
- Et hjørne af paradis (Un rincón del paraíso, (1997) - Ministro
- Death and the Compass (La muerte y la brújula, 1996) - Blot
- Reclusorio (Reclusorio I) (1995) - Abogado defensor (episodio "Sangre entre mujeres")
- Dos crímenes (1995) - Alfonso
- Ámbar (1994) - Comisionado
- The Cisco Kid (telefilme, 1994) - Montano (producción estadounidense)
- Guerrero negro (1993)
- Extraños caminos (1993)
- Una luz en la escalera (1993)
- Nurses on the Line: The Crash of Flight 7 (telefilme, 1993), producción estadounidense
- Tombstone (1993) - El sacerdote
- Los años de Greta (1992) - Gustavo
- El patrullero (Highway Patrolman) (1992) - sargento Barrera (coproducción con los Estados Unidos)
- Calor tropical|Sweating Bullets/Tropical Heat (telefilme, 1991) - Teniente Carrillo
- Corrupción y placer (1991) - Augusto Alarcón
- Diplomatic Immunity (Inmunidad diplomática) (1991) - Oswaldo Delgado (producción canadiense)
- Bandidos (1990) - Sacerdote (coproducción con España)
- Camino largo a Tijuana (1989) - Juan
- La leyenda de una máscara (1989)
- Días de humo (producción española, 1989)
- Maten al Chinto (1989) - Don Chinto
- Old Gringo (Gringo viejo, 1989) - Pancho Villa (producción estadounidense)
- Licence to Kill (Con licencia para matar, 1989) - Presidente Héctor López
- Camino largo a Tijuana (1988) - Juan
- El secreto de Romelia (1988) - Señor Román
- Diana, René y el Tíbiri (1988)
- Les pyramides bleues (1988, coproducción con Francia)
- Mariana, Mariana (1987) - Carlos (1986)
- A Walk in the Moon (1987) - Doctor
- Walker (1987) - Muñoz
- Persecución en Las Vegas (1987) - Pagano
- El placer de la venganza (1986)
- El tres de copas (1986) - Cipriano Melquisidor
- Murder in Three Acts (Muerte en tres actos, telefilme de 1986) - Coronel Mateo (producción estadounidense)
- On Wings of Eagles (telefilme, 1986) - Mr. Dobuti
- Maine-Océan (1986) - Pedro de la Moccorra
- Treasure Island (La isla del tesoro) (1985) - Mendoza
- The Treasure of the Amazon (El tesoro de la selva perdida) (1985) - Zapata
- Historias violentas (1984)
- Matar o morir (1984) - Tony Collins
- Sangre en el Caribe (1984)
- El billetero (1984)
- Extraño matrimonio (1984)
- El sexo de los ricos (1984)
- El corazón de la noche (1984)
- En el país de los pies ligeros (1983)
- Los dos carnales (1983)
- Chile picante (1983), segmento "Los compadres"
- El día que murió Pedro Infante (1982)
- Huevos rancheros (1982)
- La mujer del ministro (1981)
- Las musiqueras (1981)
- La silla vacía (1981)
- La chévre (Más locos que una cabra, 1981)
- Rastro de muerte (1981) - Alberto Villamosa
- Novia, esposa y amante (1981) - Esteban Ampudia
- Días de combate (1981)
- Me Olvidé de Vivir (1980)
- The Dogs of War (Los perros de la guerra, 1980) - Alcalde
- Mamá solita (1980)
- Ni solteros ni casados (1980)
- Evita Perón (telefilme, 1980) - Cipriano Reyes
- Survival Run (1980) - Paco
- La ilegal (1979) - Felipe Leyva
- El vuelo de la cigüeña (1979)
- Cadena perpetua (1978) - Javier "el Tarzán" Lira
- El complot mongol (1978)
- Estas ruinas que ves (1978) - Raymundo Rocafuerte
- El hijo es mío (1978)
- Los pequeños privilegios (1978)
- La plaza de Puerto Santo (1978)
- La Casta Divina (1977)
- The Rhinemann Exchange (telefilme, 1977) - Teniente Fuentes
- Crónica íntima (1976)
- Mina, viento de libertad (1977) - Pedro Moreno
- El pacto (1976) - Doutor Raúl Mateos
- Columbo: A Matter of Honor (telefilme, 1976) - Detetive Sánchez
- México de mis amores (1976) - Ele mesmo
- La pasión según Berenice (1975) - Rodrigo Robles
- Longitud de guerra (1975) - Manuel Chávez
- Carroña (1975) - El Rengo
- A Home of Our Own (telefilme, 1975) - Capitão da policia
- Los caciques (1975) - Arrieta
- The Log of the Black Pearl (telefilme, 1975) - Archie Héctor
- Chosen Survivors (Los sobrevivientes escogidos, 1974) - Luis Cabral
- Más negro que la noche (1974) - Roberto
- Earthquake (Terremoto, 1974) - Agente Emilio Chávez
- The Deadly Trackers (1973) - Herrero
- The Soul of Nigger Charley (1973) - Sandoval
- Don't Be Afraid of the Dark (telefilme, 1973) - Francisco Pérez
- Cinco mil dólares de recompensa (1972) - William Law
- Tráiganlos vivos o muertos (1972) - Dan
- The Magnificent Seven Ride! (1972) - Pepe Carral
- Hardcase (TV, 1972) - Simón Fuegus
- Killer by Night (TV, 1972) - Doctor Carlos Madera
- Indio (1971) - Jesse James
- Los indomables (1971) - Big Bill
- River of Gold (telefilme, 1971) - Ángel
- Un mulato llamado Martín (1970)
- Primero el dólar (1970) - Tony
- Sucedió en Jalisco (1970) - Gustavo Muñoz
- Siete muertes para El Texano (1970) - Gambusino
- Macho Callahan (1970) - Juan
- Chisum (1970) - Ben
- Su precio... unos dólares (1969) - Sam
- Los juniors (1969) - Rafael Segura, Jr.
- Las vampiras con Mil Máscaras (1969)- Carlos Mayer
- El golfo (1968)
- Las posadas (cortometraje, 1968)
- Las impuras (1968) - Rodolfo
- Todo por nada (1968) - Pedro "El Pinto"
- Vuelo 701 (1968) - Máximo
- La marcha de Zacatecas (1968) - Mayor González
- Super Colt 38 (1968) - Frank Morton
- Cuatro contra el crimen (1967) - Gustavo
- Los asesinos (1967) - Talbot
- No hay cruces en el mar (1967) - Sergio
- Amor perdóname (1967) - Arturo Solano
- La bataille de San Sebastián (Los cañones de San Sebastián, 1967) - Padre Lucas
- Cómo enfriar a mi marido (1967) - Juan
- La soldadera (1966) - Isidro
- Los tres mosqueteros de Dios (1966) - Manuel
- Matar es fácil (1966) - Arquiteto Gustavo de la Rosa
- Los bandidos (The Bandits) (1966) - Pedro
- Los gavilanes negros (1965)

### Curtametragens
- La belleza (1970) - El marido
- Mate y la luz fantasma (2006) - Doc Hudson
- Kung Fu Panda: los secretos de los cinco furiosos|Kung Fu Panda: Los secretos de los Cinco Furiosos]] (2006) - Maestro Shifu
- Hilos y cables (2010)
- Kung Fu Panda: El festival de invierno (2010) - Maestro Shifu
- Despertar (2011)
- Kung Fu Panda: Los secretos de los maestros (2011) - Maestro Shifu